# Psalterium alias Laudatorium

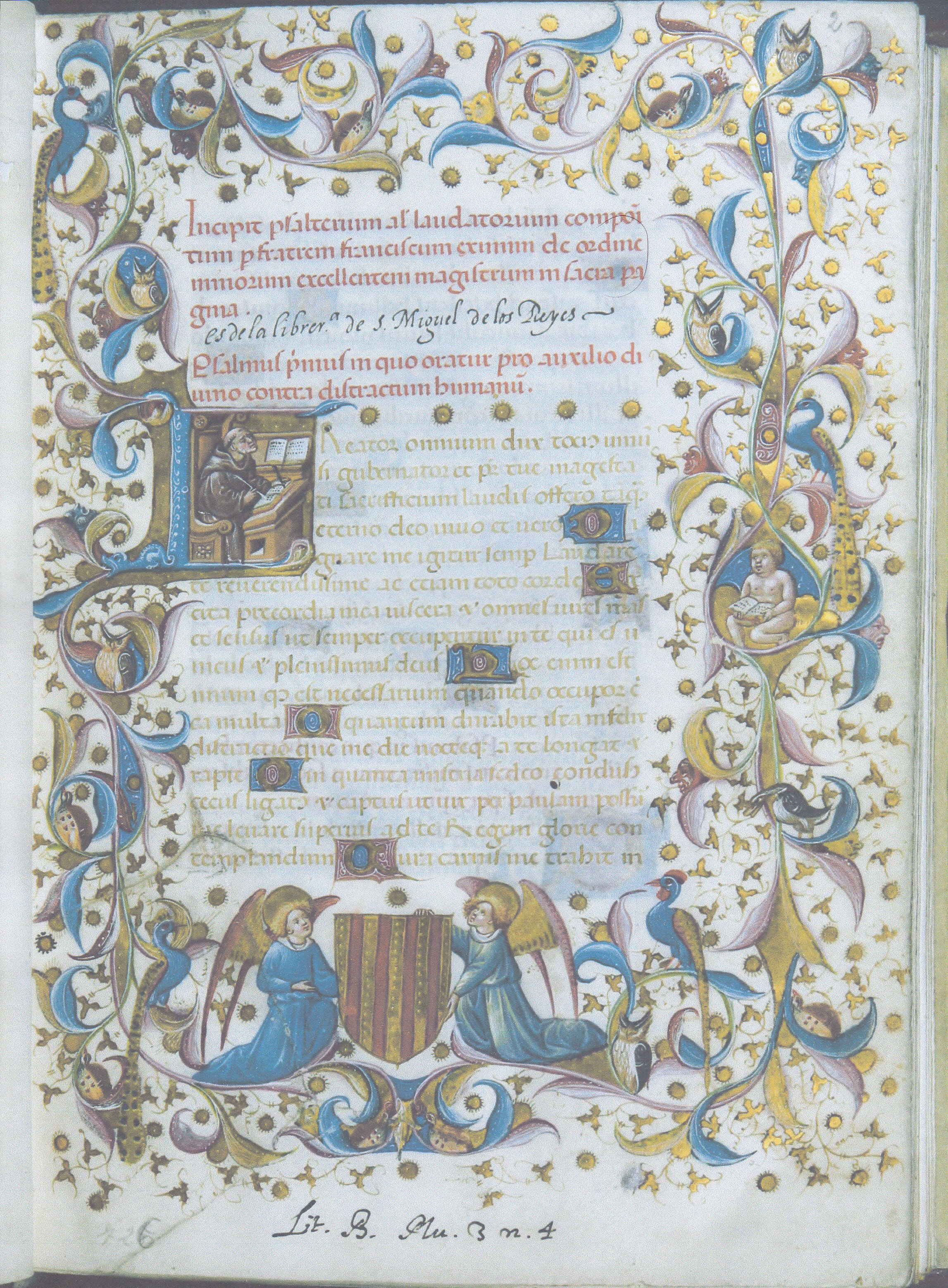
Anfang des Psalterium alias Laudatorium von Francesc Eiximenis nach dem Manuskript 726 der geschichtlichen Bibliothek der Universität Valencia

Der Psalterium alias laudatorium (dt. Psalter oder Lobgesänge) ist ein literarisches Werk, das von Francesc Eiximenis zwischen 1404 und 1408 in Valencia auf Latein geschrieben wurde. Es wurde dem Gegenpapst von Avignon, Benedikt XIII. gewidmet.

## Struktur und Inhalt
Das Buch enthält dreihundertvierundvierzig Gebete, die auf drei Reihen von kontemplativen Gebeten aufgeteilt werden: De laude creatoris (dt. Über das Lob des Schöpfers), De vita et excellentia redemptoris (dt. Über das Leben und die Excellenz des Erlösers) und De vita et ordinatione hominis viatoris (dt. Über das Leben und Ordnung des Menschen in der Welt).
Wie bereits Albert Hauf darauf hingewiesen hat, bildet dieses Werk zusammen mit der Vida de Jesucrist bei ähnlichem Inhalt eine Einheit von literarischer Schöpfung, allerdings unterscheidet sich durchaus der Stil.

## Ursprung
Zwischen 1404 und 1408 schrieb Francesc Eiximenis seine Sammlung von Gebeten auf Latein, die er Psalterium alias Laudatorium (dt. Psalter oder Lobgesänge) nannte. Die ersten Gebete waren Berenguer de Ribalta gewidmet, als er 1404 Bischof von Tarazona wurde. Die endgültige Sammlung war Pero de Luna, dem aragonesischen Papst von Avignon Benedikt XIII. gewidmet.
Obwohl Benedikt XIII. vielleicht schon 1405 Interesse an dem Buch hatte, wie ein in Barcelona am 11. August 1405 geschriebenes Dokument bestätigt, ist es möglich, dass Eiximenis dem Papst Benedikt XIII. die Sammlung überreichte, als er zum Konzil von Perpignan im November 1408 gegangen war. Man nimmt an, dass das Werk dem Papst einen positiven Eindruck machte; Dies habe Eiximenis geholfen, seine letzten wichtigen Stellen zu erreichen: Patriarch von Jerusalem und apostolischer Verwalter (Interimsbischof) der Diözese von Elne (alte Benennung der Diözese von Perpignan).

## Übersetzungen
Es gibt eine unvollständige Übersetzung von 100 Gebeten ins Katalanische, die 1416 von Guillem Fontana gemacht wurde, und die in Girona am 20. März 1495 von Diego de Gumiel verlegt wurde.

## Digitale Ausgaben

### Manuskripten
- Auflage auf Somni (Digitalisierte Kollektion des Bestandes von alten Büchern der Universität Valencia) des Manuskriptes 726 der geschichtlichen Bibliothek der Universität Valencia.  1442/1443 von Pere Bonora und Lleonard Crespí (Buchmaler) und Domènec Sala (Buchbinder) geschaffen. Sie stammt aus der Bibliothek von Alfons dem Großmütigen und Ferdinand, Herzog von Kalabrien.

### Inkunabeln
- Auflage auf der Memòria Digital de Catalunya (Digitales Gedächtnis von Katalonien) der Inkunabelauflage von dem Psaltiri devotíssim von Guillem Fontana (unvollständige Übersetzung ins Katalanische), die von Diego de Gumiel (Girona, 20. März 1495) veröffentlicht wurde.

### Moderne Ausgaben
- Ausgabe des Psalterium alias Laudatorium auf den digitalisierten gesamten Werken von Eiximenis (Psalterium alias Laudatorium Papae Benedicto XIII dedicatum. Pontifical Institute of Mediaeval Studies. Toronto 1988. 307. Auflage mit Einführung von Curt Wittlin).

### „Psalterium alias Laudatorium“ auf den digitalisierten gesamten Werken
- Gesamte Werke von Francesc Eiximenis (Katalanisch und Latein).